# Návrh k zamyšlení
Jako Návrh k zamyšlení (srbochorvatsky Predlog za razmišljanje) se označuje dokument, který podepsalo celkem 41 srbských osobností pod vedením Antonije Isakoviće. Ten v zásadě podpořil právo Chorvatů na vlastní jazyk, jak to bylo manifestováno v Deklarací o názvu a postavení chorvatského spisovného jazyka. V návaznosti na to logicky žádal kodifikaci samostatné srbštiny. Svaz komunistů Jugoslávie, který se pokoušel držet politiky bratrství a jednoty všech národů, se tím dostal do velkých problémů, neboť kromě Chorvatů začali požadovat samostatný jazyk také někteří Srbové, což byla rána oficiální politické linii. Vzhledem k tomu, že se srbochorvatský jazykový standard používal hned ve čtyřech svazových republikách, možnost zajištění např. speciální výuky v cyrilici pro srbskou menšinu v Chorvatsku byla jen stěží představitelná. 
Politické vedení země na čele s Titem tento dokument odsoudilo, stejně jako Deklaraci Matice chorvatské. Proti autorům Návrhu k zamyšlení se postupovalo sice mírněji než vůči chorvatským intelektuálům, nicméně Antonije Isaković musel odejít z Ústředního výboru Svazu komunistů Srbska.